# Arp 194
Arp 194 (또는 UGC 6945)은 지구에서 큰곰자리 방향으로 약 5억 7,000만 광년 (약 1억 7,500만 파섹) 떨어진 3중 은하이다. 

## 형태
Arp 194는, 사진에서 볼 수 있듯이, 3중 은하로 나타나있다. 사진의 위쪽에 은하는 사실 2개의 은하가 충돌한 현장으로, 서서히 한 개의 은하로 뭉쳐지고 있는 상태다. 이 2개의 은하로부터 가스가 대량 발생해 무수히 많은 별들이 탄생하는 것이 사진에서 파란 별 꼬리로 보인다 (사진 가운데). 이 별 꼬리는 본래 은하들로부터 화면의 아래쪽의 다른 은하로 향하고 있는데, 여기서 이 은하가 이 상호작용 은하가 과연 3중 은하인지 의문점이 제기 되는 부분이다. 오래전부터 이 은하들은 3중 은하로 여겨저 왔는데, 최근에, 허블 우주 망원경의 관측을 통해, 아래쪽에 있는 은하가 오히려 이 상호작용 은하군에 속해 있지 않고 아무런 관련도 없는 배경 천체일 가능성이 제기 되었다. 즉, 사진에서 보이는 푸른 별 꼬리는 오직 위에 두 은하에서 온 것으로, 아래쪽의 은하와 아무 관련이 없다는 것이다. 하지만, 현재, 자료가 부족한 이유로 이 의문은 아직 해결되지 않은 상태이다. 은하의 전체적인 유형은 S?형이다.

## 거리 계산
특이은하 목록 (Arp)에는 194번째 천체로, 웁살라 일반목록 (UGC)에는 6,945번째 천체로 올라와 있다. 하지만, 거리 상으로, 밝기 상으로 이 특이 은하들은 위낙 멀리 있고 희미하기 때문에, 그동안 발견되지 않았고, 그래서 1966년 Arp 목록이 공개 될 때까지 알려지지 않았다. 이러한 이유로 이 삼중 은하의 거리를 측정한 것도 역사적으로도 최근의 일이다. 이 은하들의 시선 속도를 10,500 km s−1로 가정했을 때, 위에 은하 둘은 약 1억 7,500만 파섹 (약 5억 7,000만 광년) 떨어져 있으며 (허블 상수를 60 km s−1 Mpc−1로 가정했을 때), 또한 아래쪽의 은하도 같은 거리로 떨어져 있다는 걸 가정한다면 (실제로는 아닐 수 있다.), 이 세 번째 은하는 위에 두 은하와 약 3만 4,000 파섹 (약 11만 광년) 떨어져 있다는 계산이 나온다. 하지만, 위에 설명한 의문이 제기 되면서, 이 값의 신빙성에도 의문이 제기 되었고, 그러나 현재로서는 더 정확한 값이 없어서, 아직 불확실한 상태이다.

## 구조
Arp 194는 LEDA 101374와 LEDA 37639로 이루어졌다.